# Nasale Freigabe
Als nasale Freigabe bzw. nasale Lösung eines Verschlusslautes, auch nasale Sprengung, bezeichnet man in der Phonetik eine besondere Aussprachevariante der Verschlusslaute (Plosive)  /p, t, k, b, d, g/. Der entstehende Laut wird auch manchmal als faukaler Explosiv bezeichnet. Das Phänomen tritt im Deutschen auf, um die Aussprache eines Verschlusslauts vor einem Nasalkonsonanten zu vereinfachen, z. B. in den Kombinationen „-bm“, „-tn“ oder „-kn“ am Wortende. Dabei erfolgt die Öffnung des Verschlusses nicht wie sonst üblich oral (im Mundraum), also z. B. durch Öffnung der Lippen für „b“ – sondern die Luft wird aus dem Rachenraum stoßartig hintenherum durch die Nase  abgeleitet. Auf diese Weise gehen Verschlüsse wie /b, d, g/ direkt in entsprechende Nasallaute wie /m, n, ŋ/ über.
Die nasale Freigabe hat zwar eine eigene Notation im Internationalen Phonetischen Alphabet (IPA), sie wird aber nicht immer bzw. nicht einheitlich benutzt. Es ist auch unklar, ob dieser Laut in irgendeiner Sprache eine systematische Funktion (also Phonem-Status) hat.

## Beispiel im Deutschen
Die Aussprache des Verbs „haben“ wäre in der vollen Wiedergabe der geschriebenen Form in phonetischer Notation [hɑːbən]. Hierbei ist [ə] ein reduzierter Vokal, der sogenannte „Murmelvokal“ Schwa. Diese vollständige Aussprache wird im Deutschen aber eher als auffällig empfunden. Je nach Sprechtempo und Stilniveau ist folgende Skala von vereinfachten Aussprachen von „(wir) haben“ möglich:
0. [hɑːbən]
1.  → [hɑːbn̩]
Das Schwa wird weggelassen. Das Ergebnis ist immer noch eine zweisilbige Aussprache, wobei in der zweiten Silbe nun der Laut [n] als Vokal und Silbenkern benutzt wird, notiert als [n] mit einem kleinen Strich darunter: [n̩]. In dieser Form des Wortes kann nun eine weitere Reduktion erfolgen, bei der der Artikulationsort des „n“ an den des vorausgehenden [b] angeglichen (assimiliert) wird, nämlich:
2.  → [hɑːbm̩]
Beide Laute sind jetzt labial, also an den Lippen artikuliert („m“ ist wiederum vokalisch, es bildet die zweite Silbe des Wortes). Bei dieser Variante entsteht jedoch ein Ausspracheproblem, das dann durch die nasale Freigabe gelöst wird, siehe die nachfolgende Erläuterung.
3. → [ham]
Eine noch weitergehende Vereinfachung, bei der der Verschlusslaut [b] völlig verschwunden ist, von ihm ist nur noch der labiale Artikulationsort auf dem ehemaligen [n] zurückgeblieben.
Das Problem an Variante 2 ist, dass für den Laut [b] der Verschluss der Lippen geöffnet werden müsste, fürs [m̩] aber an derselben Stelle verschlossene Lippen benötigt werden, ohne dass ein Vokal die Artikulationsbewegung überbrückt. Wenn dennoch (im Unterschied zu Variante 3) die Qualität eines Verschlusslauts beibehalten werden soll, ist die natürlichste Artikulation folgende: Das [b] wird nicht durch Öffnung der Lippen freigegeben, sondern die Lippen bleiben vom [b] zum [m] einfach in der derselben geschlossenen Position; stattdessen lässt man beim Übergang zum [m̩] die durch den labialen Verschluss gestaute Luft stoßartig aus dem hinteren Rachenraum direkt durch die Nase entweichen. Man hört bei diesem Übergang dann also ein Stoßgeräusch und spürt eine Bewegung hinten im Mundraum. Der Körperteil, der sich hierbei bewegt, ist das Velum (Gaumensegel).

## Artikulationsweise

Sagittalebene der menschlichen Mundhöhle, Oropharynx und Laryngopharynx.
1–2 Lippen
7 Harter Gaumen (palatum)
8 Weicher Gaumen / Gaumensegel (Velum)
9 Gaumenzäpfchen (Uvula)
10 Rachen (Pharynx)
13 Zungenwurzel
14 Hinterzunge

Nasale Konsonanten, wie /m, n/, sind Laute, bei denen der Weg des Luftstroms durch den Mundraum blockiert wird (etwa bei /m/ durch die Lippen, d. h. genauso wie bei /p/) und stattdessen der Weg durch den Nasenraum geöffnet ist. Dies wird durch das Gaumensegel, das Velum, geregelt, in der Abbildung als die Zone von Nr. 8 bis 9 eingezeichnet. In der Abbildung ist der Weg durch den Nasenraum als offen gezeichnet, allerdings der durch den Mundraum zugleich auch. Bei nicht-nasalen (oralen) Lauten hebt sich das Velum aber in Wirklichkeit zur hinteren Wand der Pharynx (Nr. 10) hin, um den Weg durch die Nase mehr oder weniger zu verschließen, bei nasalen Konsonanten schiebt es sich nach unten/vorn, um den Weg durch die Nase freizugeben.
Diese Öffnung des Weges durch die Nase erfolgt bei der Artikulation von [hɑːbm̩] stoßartig, also in der Art eines Plosivs, dies ist dann die nasale Freigabe des Verschlusslauts [b]. Ebenso kann dies bei Konsonanten an anderen Artikulationsorten erfolgen. Beispielsweise kann die Aussprache des Wortes „Franken“ reduziert werden zu etwas wie „Frankng“ oder in der Aussprache des fränkischen Dialekts selbst (der stimmhafte Verschlusslaute benutzt) etwas wie „Franggng“ – hier ist das letzte „ng“ eine silbische Variante des velaren Nasals [ŋ], ein assimiliertes Überbleibsel des ursprünglichen /n/ am Wortende. Davor erfolgt die Freigabe des Verschlusses [g] in den Nasenraum. Dies geschieht auch hier wieder durch stoßartige Senkung des Velums (nur dass in diesem Fall das Velum nach vorne hin zusammen mit der Hinterzunge auch für den oralen Verschluss sorgt).

## Notation
Die phonetische Komponente der nasalen Freigabe, z. B. eines /b/ hin zu /m/, kann durch Schreibungen wie „habm“ für „haben“ nur indirekt nahegelegt werden. Sie wird auch in der phonetischen Umschrift nach IPA nicht immer eigens bezeichnet (so wie in diesem Artikel im ersten Abschnitt oben). In einer engen Umschrift steht aber in der offiziellen Notation der IPA ein zusätzliches hochgestelltes „n“ als Markierung für nasale Freigabe, siehe IPA #Diakritika (dort ist allerdings das „n“ nur für die Kombination „dn“ ausdrücklich angegeben).
- „Redner“ [ʁeːdnnɐ]
- „haben > habm“ [hɑːbnm]
- „hacken > hackng“ [haknŋ]

Bei manchen Autoren erscheint stattdessen aber der Nasal, der dem Artikulationsort des Verschlusses entspricht, insbesondere, wenn am Wortende nur noch die Freigabe erfolgt, aber kein weiterklingender Nasalkonsonant angesetzt wird. Dann erscheinen also Notationen wie z. B. [kŋ] oder [bm].

## Trivia
Der barocke Mystiker Jacob Böhme verfasste Meditationen über Bibeltexte, in denen er oftmals auch dem Klang der Texte in allen Einzelheiten nachsann. Zu dem Satz „Am Anfang schuf Gott Himmel und Erden“ führt er in seiner Schrift Aurora über das Wort „Erden“ aus:

„Die andere Sylbe DEN fasset sich mit der Zungen mit dem obern Gaumen, und lasset das Maul offen und der Geist der Formung fähret zur Nasen raus, und will nicht in diesem Worte zum Munde mit raus; und ob er gleich etwas mit raus fähret, so fähret der rechte Klang des rechten Geistes doch nur durch den Geruch oder die Nase heraus.“

Hier ist zu entnehmen, dass auch in Böhmes Deutsch der Zeit um 1600 die reduzierte Aussprache mit nasaler Freigabe des Konsonanten schon üblich war.